# Swet Shop Boys
Swet Shop Boys es un grupo de hip hop formado por los raperos Heems y Riz MC, con el productor Redinho.

## Historia
Originalmente formado por Heems y Riz MC, Swet Shop Boys lanzó un EP, Swet Shop, en 2014. Junto con Redinho, el grupo lanzó el álbum debut, Cashmere, en 2016. En 2017, el grupo lanzó un EP, Sufi La.

## Discografía
- 2016: Cashmere